# Министерство образования Сомали
Министерство образования Сомали (сомал. Wasaaradda Waxbarashada) (араб. وزارة التعليم‎) — министерство, отвечающее за образование в Сомали. Нынешним министром образования Сомали является Абдулахи Араб.
29 октября 2022 года комплекс министерства в Могадишо подвергся нападению террористов, в результате чего погибло не менее 100 человек.

## Введение
Министерство образования и культуры было министерством, которое отвечало за образование и культуру в Сомали. В министерстве десять отделов. 17 января 2014 года вновь назначенный премьер-министр Сомали Абдивели Шейх Ахмед разделил министерские портфели на Министерство образования и Министерство культуры и высшего образования соответственно.

## Структура
- Министр образования
  - Заместитель министра
    - Генеральный секретарь
    - Под руководством Генерального секретаря
      - Отдел внутреннего аудита
      - Отдел корпоративных коммуникаций
      - Группа эффективности и предоставления образования

    - Заместитель Генерального секретаря (развитие образования)
      - Отдел развития образования
      - Отдел закупок и управления активами
      - Отдел политики и международных отношений

    - Заместитель Генерального секретаря (управление)
      - Финансовый отдел
      - Отдел управления персоналом
      - Отдел учета

    - Генеральный директор по образованию
      - Заместитель генерального директора по образованию
        - Отдел планирования и исследований образования
        - Отдел разработки учебных программ
        - Экзаменационный синдикат

      - В ведении Генерального директора по вопросам образования
        - Департамент образования Банадира
        - Отдел образования Нижнего Шабеле
        - Департамент образования Баай
        - Департамент образования Бакуол
        - Департамент образования Гедо
        - Департамент образования Средней Джубы
        - Департамент образования Нижней Джубы
        - Отдел образования Среднего Шабеле
        - Департамент образования Хиран
        - Департамент образования Галгадууд
        - Государственный департамент образования Пунтленда
        - Государственный департамент образования Сомалиленда

      - Департамент зонтичного и частного образования
      - Департамент государственных школ
      - Управление экзаменов и сертификации